# Sing Chuej-na
Sing Chuej-na (čínsky pchin-jinem Xíng Huìnà, znaky 邢慧娜, * 25. února 1984 Chan-tching, Wej-fang, ČLR) je čínská atletka, olympijská vítězka v běhu na 10 000 metrů z roku 2004.

## Sportovní kariéra
Svého největšího úspěchu dosáhla hned ve dvaceti letech, kdy zvítězila ve finále v běhu na 10 000 metrů na olympiádě v Athénách v roce 2004.

## Osobní rekordy
- 5 000 metrů – 14:43.64 (2005)
- 10 000 metrů – 30:24.36 (2004)